# Knicks de Westchester
Les Knicks de Westchester (Westchester Knicks en anglais), sont une équipe franchisée de la NBA Gatorade League, ligue américaine mineure de basket-ball créée et dirigée par la NBA. L'équipe est domiciliée à White Plains (New York). Ils jouent leurs matchs à domicile dans le Westchester County Center. Les Knicks sont devenus la septième équipe de D-League détenue par une équipe NBA et ont remplacé les BayHawks d'Érié en tant qu'équipe de D-League affiliée aux Knicks de New York.
Les Knicks avaient déposé leur marque sur cinq noms : New York 914s, New York 'Bockers, New York Plainsmen, New York Empire et New York Hutch. Le 14 mai 2014, le nom et le logo des Knicks de Westchester sont annoncés ; en plus de conserver le nom du club parent les « Knicks », ils ont également intégré le logo original « Father Knickerbocker » (dessiné par Willard Mullin) qui a été utilisé par l'équipe des Knicks de New York à partir de leur fondation en 1946 jusqu'en 1964.

## Historique

### Saison 2014-2015
Le 3 septembre 2014, Westchester sélectionne seize joueurs lors de la NBA Development League Expansion Draft 2014. Le 13 octobre, Kevin Whitted est nommé premier entraîneur de l'équipe. Le 1er novembre, à la Draft 2014 de la NBA D-League, les Knicks de Westchester sélectionnent au second tour Joseph Bertrand, pour leur premier choix. Le 16 novembre, ils font leurs débuts en saison régulière et s'inclinent 84 à 91 contre le Blue d'Oklahoma City. Trois jours plus tard, lors de leur premier match à domicile, ils s'inclinent de nouveau, cette fois contre le Charge de Canton sur le score de 84 à 88. Leur première victoire arrive le 21 novembre contre le Drive de Grand Rapids lors de leur troisième match, qu'ils remportent 97 à 83 à domicile.
Le 7 janvier 2015, Langston Galloway signe un contrat de dix jours avec les Knicks de New York, devenant le premier joueur de l'histoire de l'équipe à être appelé en NBA.
Le 30 mars 2015, les Knicks annoncent sur Twitter que l'entraîneur Kevin Whitted est démis de ses fonctions et remplacé par l'entraîneur-assistant Craig Hodges qui se charge de l'intérim au poste d'entraîneur pour la dernière semaine de la saison 2014-2015. Les Knicks ont un bilan de 10 victoires et 36 défaites au moment du départ de Whitted, le deuxième plus mauvais de la ligue. Whitted est le premier entraîneur à être licencié dans l'histoire de la franchise.
Ils terminent la saison avec un bilan de 10 victoires et 40 défaites.

### Saison 2015-2016
Le 7 octobre 2015, les Knicks de Westchester nomment Mike Miller au poste d'entraîneur. Précédemment, il était entraîneur-assistant chez les Toros d'Austin. Le 27 octobre 2015, les Knicks nomment Coby Karl et Derrick Alston aux postes d'entraîneur-assistant. Le 31 octobre 2015, avec le second choix de draft, les Knicks sélectionnent Jimmer Fredette.
Ils terminent la saison avec un bilan de 28 victoires et 22 défaites et accèdent au premier tour des playoffs où ils se font éliminer 2 victoires à 0 par le Skyforce de Sioux Falls.

### Saison 2016-2017
En novembre 2016, Westchester révèle un nouveau coéquipier, une mascotte nommée Hudson. Il revêt le numéro #914, le code postal du comté de Westchester.
Si cela améliore l'ambiance, cela n'aide pas l'équipe sur le terrain dont les résultats sont bien moins bons, terminant l'exercice avec un bilan de 19 victoires pour 31 défaites.

### Saison 2017-2018
2017-2018 voit la franchise améliorer ses performances sur les parquets. Avec 32 succès contre 18 revers, avec un gros apport de Trey Burke, ils remportent la division Atlantique pour la première fois de leur histoire.
Entraîneur des Knicks depuis 2015, Mike Miller est récompensé pour sa gestion en étant nommé entraîneur de l'année.

### Saison 2018-2019
Avec Miller de retour pour la quatrième saison consécutive, une rareté en G-League, les Knicks maintiennent le rythme de l'exercice précédent. Ils remportent cette fois 29 victoires pour 21 défaites, et s'octroient la seconde place de la division Atlantique.
Cependant, dans des playoffs qui ne laissent pas le droit à l'erreur (tous les matchs sauf la finale sont à élimination directe), leur parcours s'arrête face au Magic de Lakeland en demi-finale de conférence.

### Saison 2019-2020
Le 20 août 2019, l'exercice débute avec un nouveau changement d'entraîneur : Derrick Alston est nommé à ce poste. Ancien joueur NBA, il prend la suite de Mike Miller qui a rejoint la franchise mère. Il connait déjà la maison, car était assistant ici l'an dernier. 
L'année est plutôt intéressante, même s'ils doivent se contenter de la dernière place au sein de la division Atlantique. Les joueurs peuvent tout de même s'exprimer, et établissent de nombreux nouveaux records : 
- Le 13 novembre, Andrew White III à égalité avec 39 points
- Le 20 novembre, Kenny Wooten a étaligé avec 8 contres
- Le 4 janvier, Lamar Peters inscrit 10 paniers à trois points
- Le 26 février, Lamar Peters distribue 19 passes décisives
- Le 6 mars, Ivan Rabbs s'empare de 24 rebonds
De plus, Zak Irvin devient le meilleur rebondeur de l'histoire de la franchise, tandis que Kadeem Allen passe devant aux passes .
Le tout avec une saison pourtant raccourcie, à cause de l'épidémie de Covid-19 .

### Logos

Logo des Knicks de Westchester (2014-2015)
Logo des Knicks de Westchester (Depuis 2015)

## Résultats sportifs

### Palmarès
| Palmarès des Knicks de Westchester               |
| - NBA Gatorade League - 6 participations - Néant |

### Saison par saison
| Knicks de Westchester     |                           |                           |     |     |      |                            |  |
| 2014–2015                 | Atlantic                  | 5e                        | 10  | 40  | .200 |                            |  |
| 2015–2016                 | Atlantic                  | 2e                        | 28  | 22  | .560 | Premier tour               |  |
| 2016–2017                 | Atlantic                  | 3e                        | 19  | 31  | .380 |                            |  |
| 2017–2018                 | Atlantic                  | 1er                       | 32  | 18  | .640 | Demi-finales de conférence |  |
| 2018–2019                 | Atlantic                  | 2e                        | 29  | 21  | .880 | Demi-finales de conférence |  |
| 2019–2020                 | Atlantic                  | 5e                        | 17  | 24  | .415 |                            |  |
| Bilan en saison régulière | Bilan en saison régulière | Bilan en saison régulière | 135 | 156 | .464 |                            |  |
| Bilan en Playoffs         | Bilan en Playoffs         | Bilan en Playoffs         | 1   | 4   | .200 |                            |  |

## Personnalités et joueurs du club

### Entraîneurs successifs
Le tableau suivant présente la liste des entraîneurs du club depuis 2014.
| # | Entraîneur         | Période   | Saison régulière | Saison régulière | Saison régulière | Saison régulière | Playoffs | Playoffs | Playoffs | Playoffs | Récompenses |
| # | Entraîneur         | Période   | M                | V                | D                | %                | M        | V        | D        | %        | Récompenses |
| - | ------------------ | --------- | ---------------- | ---------------- | ---------------- | ---------------- | -------- | -------- | -------- | -------- | ----------- |
| 1 | Kevin Whitted (en) | 2014-2015 | 50               | 10               | 40               | .200             | -        | -        | -        | -        |             |
| 2 | Mike Miller        | 2015-2019 | 241              | 125              | 116              | .519             | 4        | 1        | 3        | .250     |             |
| 3 | Derrick Alston     | 2020-     | -                | -                | -                | -                | -        | -        | -        | -        |             |

### Joueurs célèbres ou marquants
- Keith Bogans
- Langston Galloway
- Jimmer Fredette
- Chasson Randle
- Thanásis Antetokoúnmpo